# Paul Süß (Fußballspieler)
Paul Süß (* 20. Juni 1921 in Aue; † 25. März 2012) war ein deutscher Fußballspieler. Von 1951 bis 1954 spielte er für Zentra Wismut Aue in der DDR-Oberliga, der höchsten Liga im DDR-Fußball.

## Sportliche Laufbahn
Bereits als 17-Jähriger spielte Paul Süß beim SV Aue in der Männermannschaft. Während der englischen Kriegsgefangenschaft erhielt er 1945 die Möglichkeit, bei Holstein Kiel Fußball zu spielen.
1945 kehrte Paul Süß nach Aue zurück und schloss sich der neu gegründeten Sportgemeinschaft Aue an. Ab 1949 spielte er mit der inzwischen umgewandelten BSG Pneumatik Aue in der neu eingeführten Landesklasse Sachsen. Die BSG schaffte mit Paul Süß als Stürmer und mehrfachem Torschützen den Durchmarsch durch die Landesklasse in die neu gegründete zweitklassige DDR-Liga. Auch dort gelang der nun als BSG Zentra Wismut spielenden Mannschaft der sofortige Aufstieg. Paul Süß war mit 17 von 18 Spielen beteiligt, spielte nun aber im Mittelfeld.
In den beiden folgenden Oberligaspielzeiten war Paul Süß weiterhin Stammspieler. Am 1. Spieltag der Saison 1951/52 feierte er sein Oberligadebüt als linker Läufer. In den 36 ausgetragenen Runden kam er 27-mal zum Einsatz. 1952/53 wurden 32 Oberligaspiele ausgetragen, von denen Paul Süß, weiterhin im Mittelfeld eingesetzt, 30 Partien bestritt. Dabei gelang ihm im 15. Spiel der BSG Zentra beim 4:0-Heimsieg über die BSG Chemie Leipzig sein einziges Oberligator. Am Saisonende lag Aue mit Dynamo Dresden punktgleich an der Tabellenspitze. Im Entscheidungsspiel, das Dresden mit 3:2 n. V. gewann, wirkte Paul Süß als rechter Läufer mit. Seine letzte Oberligasaison bestritt Paul Süß 1953/54 im Alter von 32 Jahren. Zunächst absolvierte er in der Hinrunde noch 13 Spiele im Mittelfeld, danach kam er in der Rückrunde nur noch zweimal zum Einsatz.
Nachdem Paul Süß, der von 1951 bis 1954 auch Mannschaftskapitän der Auer Mannschaft gewesen war, seine Karriere als Fußballspieler beendet hatte, trainierte er einige Jahre lang die unterklassige Mannschaft von Einheit Auerbach.